# هواء عالي كفاءة الجسيمات

فلتر هيبّا مع وصف الوظائف

الهواء عالي كفاءة الجسيمات (هيبّا) أو مرشحات هواء عالية الكفاءة ويعرف أيضًا باسم امتصاص الجسيمات عالي الكفاءة هو معيار كفاءة لمصفاة الهواء.
يجب على المصافي (أو المرشحات) التي تحقق معيار هيبّا أن تصل إلى مستويات محددة من الكفاءة. تتطلب المعايير الشائعة أن تزيل مصفاة هيبّا -من الهواء الذي يمر عبرها- على الأقل 99.95% (المعيار الأوروبي) أو 99.97% (الجمعية الأمريكية لمهندسي الميكانيك، ووزارة الطاقة الأمريكية) من الجسيمات التي يساوي قطرها 0.3 ميكرومترًا؛ مع زيادة فعالية التصفية لكل من أقطار الجسيمات الأكبر والأصغر من 0.3 ميكرومتر.
بدأ تداول مرشحات هيبا تجاريًّا في خمسينيات القرن العشرين، وأصبح المصطلح الأصلي علامةً تجاريةً ليصبح لاحقًا مصطلحًا عامًّا يصف المرشحات عالية الكفاءة. تستخدم مرشحات هيبا في التطبيقات التي تتطلب التحكم بالتلوث، كصناعة سواقات الأقراص، والأجهزة الطبية، وأنصاف النواقل، والمنتجات النووية والغذائية والدوائية، وكذلك في المشافي والبيوت والمركبات.

## آلية العمل
تتألف مرشحات (مصافي) هيبا من طبقة من الألياف المرتبة عشوائيًّا. تتألف الألياف عادةً من اللدائن المدعمة بألياف زجاجية (فايبرغلاس) وتمتلك أقطارًا بين 0.5 و2.0 ميكرومترًا. العوامل الرئيسية المؤثرة على عملها هي قطر الألياف، وسماكة المرشح، والسرعة الوجهية. فراغ الهواء بين ألياف مرشحات هيبا يكون عادةً أكبر بكثير من 0.3 ميكرومترًا. الافتراض الشائع بأن المرشح يتصرف كغربال تمر عبره الجسيمات الأصغر من الفتحة الأكبر هو افتراض خاطئ وغير عملي. على عكس مرشحات الأغشية ذات حجم النتوءات هذا، حيث لا يمكن للجسيمات بعرض أكبر فتحة أو مسافة بين الألياف أن تمر على الإطلاق، فإن مرشحات هيبا مصممة لاستهداف ملوثات وجسيمات أصغر بكثير. تحتجز هذه الجسيمات (تعلق في ليف) عن طريق مزيج من هذه الآليات الثلاث التالية:

### الانتشار
آلية تعزيز تنتج عن اصطدام الجسيمات الأصغر مع جزيئات الغاز، وخاصة تلك الجسيمات الأصغر من 0.1 ميكرومتر، والتي تعاق حركتها بالتالي وتتأخر في طريقها عبر المرشح، هذا السلوك مشابه للحركة البراونية ويرفع احتمالية إيقاف الجسيم إما عن طريق الاعتراض أو الانحشار؛ تصبح هذه الآلية هي المسيطرة عند تدني تدفق الهواء.

### الاعتراض
تصبح الجسيمات التي تجري في خط من الجريان في تيار الهواء على قرب نصف قطر من ليف ما فتلتصق به.

### الانحشار
لا تستطيع الجسيمات الأكبر تفادي الألياف باتباع الحدود المنحنية لتيار الهواء وتجبر على الانغراز في إحدى تلك الألياف بشكل مباشر؛ يزداد هذا الأثر مع انخفاض انفصال الألياف وزيادة سرعة تدفق الهواء.
يسيطر الانتشار في الجسيمات دون قطر 0.3 ميكرومتر، في حين يسيطر الاعتراض والانحشار فوق 0.4 ميكرومتر. فيما بينهما، قرب حجم الجسيمات الأكثر اختراقًا 0.21 ميكرومتر، كل من الانتشار والاعتراض غير فعالين بالمقارنة. لأن هذه هي النقطة الأضعف في أداء المرشح؛ تستخدم مواصفات هيبّا اعتراض الجسيمات قرب هذا الحجم (0.3 ميكرومتر) لتصنيف المرشح. على كل فإنه من الممكن للجسيمات الأصغر من حجم الجسيمات الأكثر اختراقًا ألا تمتلك كفاءة تصفية أكبر من حجم الجسيمات الأكثر اختراقًا؛ يرجع ذلك إلى حقيقة أن هذه الجسيمات تتصرف كمواقع بذرية لتكاثف وتشكل الجسيمات قرب حجم الجسيمات الأكثر اختراقًا.

### ترشيح الغازات
تُصمم مرشحات هيبّا لإعاقة كل الجسيمات الدقيقة بكفاءة، ولكنها لا ترشح جزيئات الغازات والروائح. تدعو الظروف التي تتطلب ترشيح المركبات العضوية المتطايرة، والأبخرة الكيميائية، ودخان السجائر، وروائح الحيوانات الأليفة و/أو الريح الناتجة عن الهضم لاستخدام كربون نشط (فحم نشط) أو نوع آخر من المرشحات بدلًا من أو إضافةً إلى مرشح هيبّا. تعرف مرشحات أقمشة ألياف الكربون -التي يدعى أنها أكثر فعالية بمرات من شكل الكربون النشط الحبيبي في امتصاص الملوثات الغازية- باسم مرشحات هيغا (امتصاص عالي الكفاءة للغازات) وقد طورت في الأصل من قبل الجيش البريطاني كوسيلة دفاع ضد الحرب الكيماوية.

### مرشح أولي ومرشح هيبّا
يمكن استخدام مرشح هيبّا إلى جوار مرشح أولي قبله (عادةً كربون نشط) لزيادة عمر الاستخدام لمرشح هيبّا الأكثر تكلفة. في هذه الحالة، تتكون أول مرحلة من عملية الترشيح من مرشح أولي يزيل معظم الغبار والشعر وملوثات بّي إم 10 وحبات الطلع من الهواء. يأتي مرشح هيبّا عالي الجودة في المرحلة الثانية، ليصفي الهواء من الجسيمات الأدق التي تهرب من المرشح الأولي.